# Onthophagus javanensis
Onthophagus javanensis är en skalbaggsart som beskrevs av Vladimir Balthasar 1963. Onthophagus javanensis ingår i släktet Onthophagus och familjen bladhorningar. Inga underarter finns listade i Catalogue of Life.